# 查尔斯·鲁尼
查尔斯·西摩尔·鲁尼（英語：Charles Seymour "Chas" Luney，1905年6月28日—2006年11月18日），新西兰建筑师。鲁尼因在基督城建设包括基督城艺术中心在内的大量建筑而闻名，其建筑生涯超过70年。

## 早年生平
查尔斯·鲁尼于1905年生于利特尔顿，其父是加拿大移民至新西兰的木匠。鲁尼家境贫寒，上过多所小学，其中在加拿大上过一年。此后，他在基督城男子高中学习两年。家境拮据令鲁尼缺席了童子军活动，也令他意识到金钱来之不易。因此，他毕生坚持节俭，厌恶浪费。
1930年，鲁尼与相识七年的秘书结婚，育有四个女儿。

## 建筑生涯
鲁尼在1926年用自存的300英镑成立了自己的公司。这家公司没有透支贷款，平安度过了经济大萧条时代。公司成立早期，承接的多是车库的建设工程，1930年承接了第一笔大单（这一建筑后来被评为新西兰II类遗产建筑），这个工程由埃德蒙兹发酵粉制造公司的托马斯·埃德蒙兹资助。
鲁尼的公司持续发展，在基督城大兴土木，其中许多工程都是由Warren & Mahoney设计。在1997年英联邦新年表彰中，鲁尼因在建筑行业出色的贡献获得了新西兰功绩勋章。年届九旬的鲁尼仍然坚持监工，Warren & Mahoney的创始人之一、另一位“基督城英杰”迈尔斯·沃伦称鲁尼“拥有压迫般充沛的精力”，是“基督城史上最伟大的人之一”。
鲁尼最喜爱的工程作品是建于1969年至1972年的基督城艺术中心。另据为他作传记的约翰·克利说，为了建造阿丁顿的霍恩卡斯尔体育场，鲁尼“几乎动用了南岛所有的脚手架”。

## 知名作品
除了基督城艺术中心和霍恩卡斯尔体育场外，鲁尼的公司还承建了基督城图书馆和玛格丽特公主医院，并承办了基督城医院的翻新工作。

## 逝世与纪念
鲁尼于2006年11月逝世，享年101周岁。此时，除了四个女儿外，他已有12个孙辈和10个重孙辈。为纪念他对基督城的贡献，他被选为“基督城十二英杰”之一，与其他十一人的雕像共同树立在基督城艺术中心外。